# Cremastus protuberans
Cremastus protuberans är en stekelart som beskrevs av Dasch 1979. Cremastus protuberans ingår i släktet Cremastus och familjen brokparasitsteklar. Inga underarter finns listade i Catalogue of Life.